# Osoba prywatna
Osoba prywatna – osoba niebiorąca udziału w życiu publicznym, znana tylko w swoim bliskim otoczeniu. Przeciwieństwo osoby publicznej. 
Znane wcześniej osoby publiczne po zaprzestaniu działalności nie są już zobowiązane do udzielania wywiadów dla mediów jak to czyniły wcześniej.